# Ben Woodburn
Ben Woodburn, né le 15 octobre 1999 à Chester (Angleterre), est un footballeur international gallois qui évolue au poste de milieu de terrain à Salford City.

## Biographie

### En club
Formé au Liverpool FC, Woodburn prend part à son premier match en équipe première en entrant en cours de jeu face à Sunderland en Premier League le 26 novembre 2016. Trois jours plus tard, il inscrit son premier but avec les Reds lors d'un match de League Cup contre Leeds United (2-0).
Le 1er août 2018, Woodburn est prêté pour une saison à Sheffield United. Il ne dispute que huit matchs avec le club de D2 anglaise avant de réintégrer l'effectif de Liverpool fin décembre 2018 à la suite d'une blessure.
Le 30 juillet 2019, Woodburn est cédé en prêt pour une saison à Oxford United.
Le 16 octobre 2020, il est prêté à Blackpool.
Le 4 juillet 2022, il rejoint Preston North End.

### En sélection
Le 2 septembre 2017, Woodburn honore sa première sélection en entrant en jeu à la 69e minute du match comptant pour les éliminatoires de la Coupe du monde 2018 face à l'Autriche, il est alors âgé de dix-sept ans. Cinq minutes après son entrée en jeu, il inscrit l'unique but du match qui permet aux Gallois de l'emporter 1-0.

## Statistiques
| Saison                | Club                       | Championnat           | Championnat | Championnat | Coupe nationale | Coupe nationale | Coupe de la Ligue | Coupe de la Ligue | Pays de Galles | Pays de Galles | Total | Total |
| Saison                | Club                       | Division              | M.          | B.          | M.              | B.              | M.                | B.                | M.             | B.             | M.    | B.    |
| 2016-2017             | Liverpool FC               | Premier League        | 5           | 0           | 3               | 0               | 1                 | 1                 | -              | -              | 9     | 1     |
| 2017-2018             | Liverpool FC               | Premier League        | 1           | 0           | -               | -               | 1                 | 0                 | 7              | 1              | 9     | 1     |
| Sous-total            | Sous-total                 | Sous-total            | 6           | 0           | 3               | 0               | 2                 | 1                 | 7              | 1              | 18    | 2     |
| 2018-2019             | Sheffield United (prêt)    | Championship          | 7           | 0           | -               | -               | 1                 | 0                 | 3              | 1              | 11    | 1     |
| 2019-2020             | Oxford United (prêt)       | League One            | 14          | 1           | -               | -               | 2                 | 0                 | -              | -              | 16    | 1     |
| 2020-2021             | Blackpool FC (prêt)        | League One            | 10          | 0           | 3               | 0               | -                 | -                 | -              | -              | 13    | 0     |
| 2021-2022             | Heart of Midlothian (prêt) | Scottish Premiership  | 28          | 3           | 2               | 0               | -                 | -                 | 1              | 0              | 31    | 3     |
| Sous-total            | Sous-total                 | Sous-total            | 59          | 4           | 5               | 0               | 3                 | 0                 | 4              | 1              | 71    | 5     |
| 2022-2023             | Preston North End          | Championship          | 38          | 1           | 2               | 0               | 2                 | 1                 | -              | -              | 42    | 2     |
| 2023-2024             | Preston North End          | Championship          | 20          | 0           | -               | -               | 1                 | 1                 | -              | -              | 21    | 1     |
| Sous-total            | Sous-total                 | Sous-total            | 58          | 1           | 2               | 0               | 3                 | 2                 | -              | -              | 63    | 3     |
| 2024-2025             | Salford City               | League Two            | 21          | 3           | 1               | 0               | 1                 | 0                 | -              | -              | 23    | 3     |
| Sous-total            | Sous-total                 | Sous-total            | 21          | 3           | 1               | 0               | 1                 | 0                 | -              | -              | 23    | 3     |
| Total sur la carrière | Total sur la carrière      | Total sur la carrière | 144         | 8           | 11              | 0               | 9                 | 3                 | 11             | 2              | 175   | 13    |

## Palmarès

### En club
- Sheffield United
  - Vice-champion d'Angleterre de deuxième division en 2019.